# 顕微授精

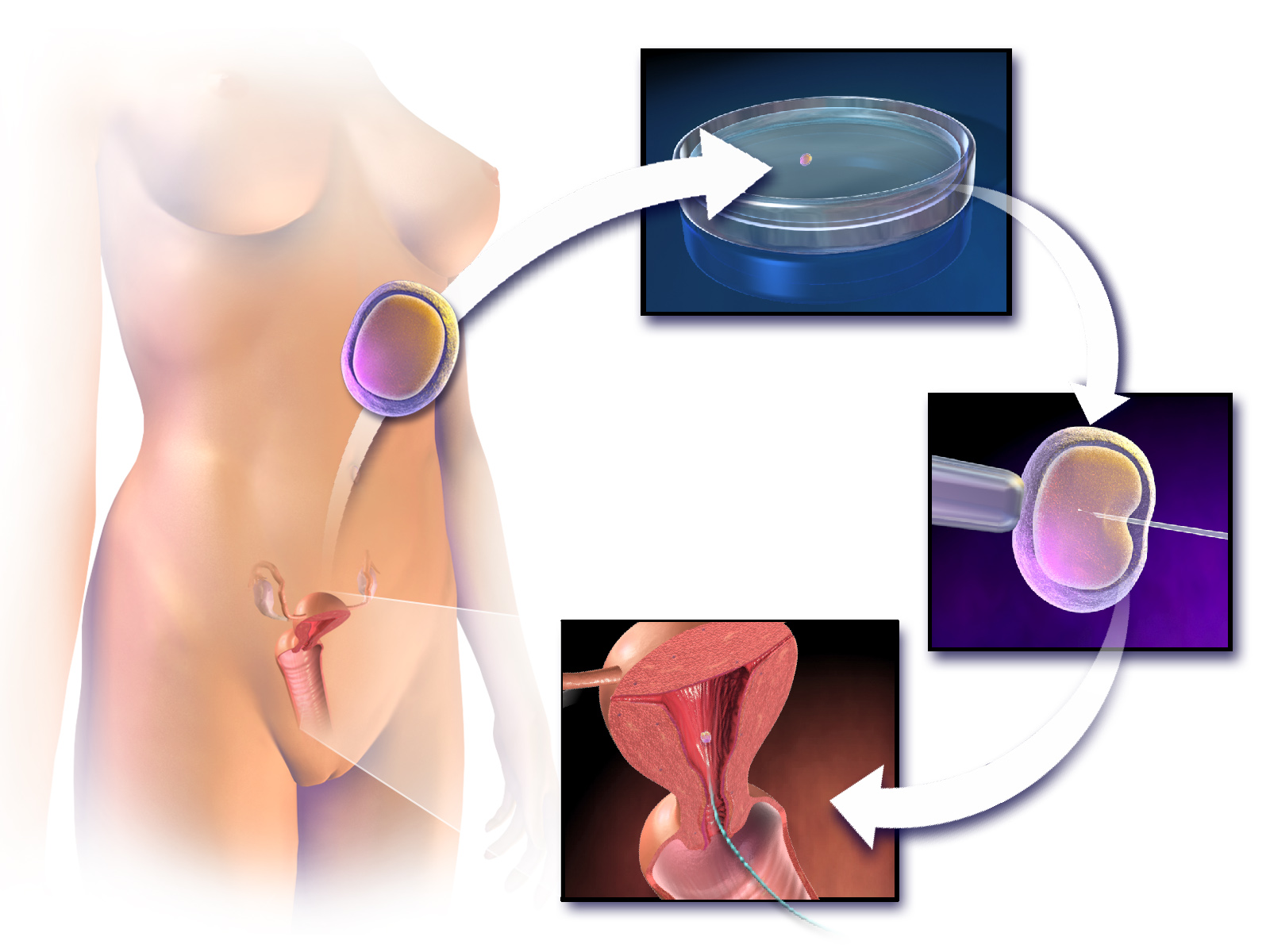

顕微授精（けんびじゅせい）とは、体外受精の1種で(体外受精から独立していると言う考えもある)精子を直接卵子に注入する方法である。

## 工程

### 排卵誘発
- 点鼻薬・注射等により、卵子の成熟を増進させ1ヶ月に数個（自然周期で1個）の卵子を体内で作らせる。これは、卵子が多い方が妊娠率が高いためであり、月経3日目から服用する。

### 採卵
- 排卵誘発剤を服用し、36時間後に採卵する。痛みを伴うため麻酔を用い、超音波装置と針で行う。10分程度かかり、培養液にかける。

### 精子採取
- 男性の精子を採取し、遠心分離機にかけると、下に質の良い精子が集まるのでそれを使う。しかし精子減少症患者などの場合は、これらの方法を用いない。

### 顕微授精
- 卵子の周りは顆粒膜細胞で覆われているためヒアルロニターゼで除去する。
- ガラス管を使い精子を卵子に注入する。
- 18時間後に受精が確認できた場合、培養液にかけしばらくしてから、母親の子宮に着床させる。

## 顕微授精のリスク
ヒト運動精子の中にはDNAが損傷されていたり、受精する能力が障害されていたり、多様な機能異常の精子が含まれており、一概に「運動精子だから機能が良好であり、運動精子を用いたARTは安全である」とは言えない。
最も怖いことは、顕微授精という技術は、精子の量的不足(精子数が少ない)を補うことはできるが、精子の質的低下(DNA損傷を含む精子機能の異常)を克服することはできないので、例えばDNAが傷ついた機能異常精子でも人為的に授精させてしまうというリスクを伴う。そのため、実は、顕微授精は精子の状態が悪い方には不向きの治療である。

## 顕微授精と自閉症スペクトラム障害の関係性
海外の長期大規模疫学調査の結果と見解では、2015年にコロンビア大学教授のピーター・ベアマン氏らの長期大規模疫学調査の結果が『American Journal of Public Health』という雑誌に掲載されました。その内容は、カリフォルニア州で1997〜2007年に出生した590万例の小児に関するデータを元に分析されたのもので、「顕微授精に代表される生殖補助医療で生まれた子どもは、自然に妊娠して誕生した子どもに比べ、自閉症スペクトラム障害（社会性、コミュニケーション、行動面の困難を伴う発達障害の総称）であるリスクが2倍である」という調査結果の報告でした。